# هاري دبليو. براون (ضابط)
هاري دبليو. براون (بالإنجليزية: Harry W. Brown)‏ هو ضابط أمريكي، ولد في 19 مايو 1921 في أماريلو في الولايات المتحدة، وتوفي في 7 أكتوبر 1991 في والنوت كريك في الولايات المتحدة.